# 渴望。
《渴望。》（日语：／ Kawaki.）是一部由中島哲也執導、於2014年上映的日本驚悚懸疑電影，由役所廣司主演。

## 背景
《渴望。》改編自深町秋生的小說作品《無盡的渴望》（果てしなき渇き），該書曾經於2005年獲得「這本推理小說了不起！」大獎。
本片由曾經執導2010年電影《告白》之中島哲也擔任導演。中島哲也稱他對小說故事非常感興趣，尤其是當中的男主角：「近年的日本電影中沒見過這麼爛的人。他遍體鱗傷之後，反而才找到對女兒的親情。這個過程令人氣憤難耐又緊張刺激，讓我想拍他的電影」。中島因而捨棄了拍攝《進擊的巨人》真人版電影的機會而接拍本片，又表示：「這是如惡夢一般的作品，絕不可能被拍成電影，但我的目標就是要拍出日本影史前所未見的暴力奇想電影。」
男女主角則分別由資深男演員役所廣司和新晉女演員小松菜奈飾演，並有妻夫木聰和中谷美紀等著名演員助演，陣容被稱為「日本影史最華麗」。導演中島哲也曾表示只有役所廣司能同時展現瘋狂、滑稽、恐怖和輕率於一身，但他最初認為役所不會想接演這麼殘忍的故事，所以「已經死了半條心」，不過跟中島哲也合作過的役所廣司則表示「能夠演出這個角色是我當演員的幸福」，即時接受邀請。新人小松菜奈則獲得中島「兼具無邪的妖豔與駭人的純真，以壓倒性的氣勢降臨新世代蛇蠍美人」的評價。
電影於2013年末完成拍攝，原本預定於2014年7月4日在日本上演，不過最後片商決定提早一週在6月27日於戲院上映，並向高中生以及大學生提供1000日圓入場優惠直至7月4日（即原定的上映日期）。優惠期後來延長至7月18日。
電影宣傳標語是「深愛的女兒，原來是一隻魔鬼。」（愛する娘は、バケモノでした。）和「將你理性吹飛的劇藥娛樂」（あなたの理性をぶっ飛ばす劇薬エンタテインメント!!）。映畫倫理委員會將本片評為限制級（R15+）。

## 劇情大綱
刑警藤島昭和因為妻子外遇而對其外遇對象暴力相向，並因此失去工作、婚姻和女兒，之後他成天酗酒並罹患精神疾病。多年後，他的前妻桐子聯絡他，表示女兒加奈子下落不明，昭和開始調查此事，懷疑加奈子和吸毒者有聯繫，並因此染上毒癮。刑警淺井表示會提供協助，不過態度並不積極。由於夫妻倆都不瞭解女兒，一談到共同事又開始無意義的爭吵。昭和找上加奈子的同學、老師和醫師，盤問加奈子的行蹤，並拼湊自己女兒的過去。
倒敘片段揭示三年前，加奈子的中學同學「我」愛上加奈子的過程，因為加奈子是唯一沒有霸凌或排擠自己的人。「我」知道加奈子心儀的對象是已經跳樓身亡的學生緒方，並希望能隨他而去。迷戀加奈子的「我」和加奈子一起參加了派對，在那裏遭人下藥強姦並拍下過程。由於加奈子對「我」不幸表現得沒心沒肺，「我」由愛生恨，打算殺死加奈子，卻辦不到，之後遭身分不明的人刺殺。
昭和在追緝進黑幫，被逮住拷問。該幫派聲稱加奈子壞了規矩，所以凌虐加奈子的同夥松永。松永告訴昭和，緒方是個可愛且柔弱的男孩，因此他們綁架緒方、讓色老頭強姦他，愛上緒方的加奈子為了報仇而接近自己。即使明白加奈子的意圖，松永還是愛上加奈子並協助他偷走照片。之後松永被凌虐身亡。昭和知道自己女兒的不堪後，氣極敗壞的想親手殺她。黑幫向昭和透露警方也涉及賣淫集團，刑警愛川殺死加奈子的數名同黨並企圖掩蓋真相。黑幫給昭和一把槍，接著送他到愛川家。
昭和持槍強姦愛川的妻子，並挾持她和她的孩子當人質去見愛川。雙方展開血腥的決鬥，愛川趕至會面現場，卻不見昭和。他知道昭和告知自已老婆一切的黑暗秘密，於是流著淚一槍打死她，卻被昭和由後方駕車撞飛。
昭和回去找自己先前盤問過的加奈子的老師，因為他發現老師的女兒便是被加奈子拐帶，遭強姦後墮落並放棄自我的孩子之一。加奈子蠻不在乎的承認一切，並企圖讓老師也放棄自我。無法再承受的老師終於殺死加奈子。昭和逼迫老師找出埋屍的地方，但由於大雪封山，找不到地標。老師聲稱這徒勞無功，並乘機逃跑。昭和拒絕承認加奈子已經身亡，持鏟瘋狂挖掘並發誓要親手殺死女兒這個小賤貨。

## 演員
- 藤島昭和（藤島 昭和）：役所廣司
- 藤島加奈子（藤島 加奈子）：小松菜奈
- 「我」/瀨岡尚人（「ボク」/瀬岡 尚人）：清水尋也
- 淺井：妻夫木聰
- 愛川：小田切讓
- 松永泰博（松永 泰博）：高杉真宙
- 遠藤那美（遠藤 那美）：二階堂富美[13]
- 森下惠美（森下 恵美）：橋本愛
- 長野智子（長野 智子）：森川葵
- 藤島桐子：黑澤明日香（日语：黒沢あすか）
- 咲山：青木崇高
- 辻村：國村隼
- 緒方誠一（緒方 誠一）：星野仁（日语：星野仁）
- 趙義哲（趙義哲）：康芳夫（日语：康芳夫）
- 東里惠（東 里恵）：中谷美紀

## 評價
《渴望。》在上映後得到了社會兩極化的評論。有網民表示電影「太怪異」、「過分嘔心」、「最差的電影」、「絕對不可以讓學生看」，甚至有人認為「應該立即腰斬」。騰訊娛樂指電影的口碑和票房比起前作《告白》都「可以說是一敗塗地」。新聞網站J-CAST評論指「對於加奈子和真正的黑幕描寫不足，如果說是懸疑電影的話不值推薦；暴力和殺人等描寫也是過度激烈」，評予兩星（五星為滿分）。日本時報稱「儘管藤島（役所）常常吞精神藥，但卻能不停做出瘋狂的行為，而在被毒打躺臥在血泊之中後還是會像拉撒路般一次又一次站起來」、「鏡頭不斷穿越在加奈子天使和惡魔兩面性格之間、整部電影沒有一個讓人感到舒服的角色」，認為電影作為驚悚片可算是超越頂峰。藝人黛薇夫人（前印尼總理蘇卡諾第三夫人）認為電影「想說什麼、在做什麼、想告訴我什麼，我一切都看不懂」，不過「拍攝技巧和音樂都做得很好；我覺得導演如此天才，或許以凡人的角度確是沒有可能理解到其意義。這是一部不可思議的電影。」
有觀眾在戲院看過電影後則在意見書上給出了正面評價，如「感覺到電影的力量」、「有穴怪的感覺、很美」、「這是傑作、以前從來沒有這麼厲害的電影」等，有一些網民也表示「很帥」、「沒有辜負我對中島導演的期望，影像的美、音樂的觸感、速度感、演員的演技、一切都令我看得目不轉睛」。不少藝人亦有入場觀看本片，如NGT48的北原里英在twitter上說「看過後，身心都很痛」、岩田華表示「真的把我的理性吹飛了」；早安少女組。的生田衣梨奈在網誌上表示「非常有趣、非常厲害、被小松菜奈深深吸引住了」；S/mileage的竹內朱莉則稱「看完後很累、但很滿足」。此外，SKE48的木崎由里亞、NMB48的吉田朱里，還有提供插曲的電波組.inc成員成瀨瑛美等都是觀眾的一份子。
音樂網站「Real Sound」評論指中島一直以來的作品都巧妙地運用了不同類型的樂曲，而《渴望。》則在使用電波組.inc、Trippple Nippples、daoko等現代化歌手歌曲的同時，也採用了1900年捷克歌劇《露莎卡》中的《Song to the moon》以及迪恩·馬丁在1964年推出的單曲《每個人都愛著一個人》，選曲「多彩而矛盾、充滿破壞力，非常配合電影的主題。」
對於毀譽參半的評價，男主角役所廣司表示「這是當然的，有稱讚的同時也有批評，這就是電影的一種個性」；而導演中島則稱「最棒的演員發揮了最好的狀態，《渴望。》將每個角色的人性演繹得淋漓盡致」；「比起每個人看過後都說句『嘛、還好還好』，我覺得同時存在不喜歡電影的人反而更好。」中島在電影上映後也曾經親筆寫聲明解釋創作原委，並向因為看過電影而感到不舒服的觀眾表示歉意。
本片分別在日本雅虎以及「映畫.com」獲得平均2.64/5和3/5的評分。電影同時是第39届多倫多國際電影節「先鋒單元」（Vanguard）的入圍作品。

## 製片人員
| - 導演：中島哲也 - 腳本：中島哲也、門間宣裕、唯野未步子 - 製作：依田巽、鈴木豐、小竹里美 - 助理製作：村野英司 - 製作統籌：加藤賢治 - 協力製作：伊集院文嗣 - 副導：甲斐聖太郎 - 攝影：阿藤正一 - 照明：高倉進 - 剪接：小池義幸 - 錄音：矢野正人 - 美術：磯見俊裕 - 佈景師：仲前智治 - 造型師：申谷弘美 - 髮型師：山崎聰 | - 裝飾：林千奈 - 音樂：GRAND FUNK.Inc - 音樂製作：金橋豐彥 - 特效製作：土屋真治 - 特效監督：柳川瀨雅英 - 槍枝特效：BIG SHOT - 動畫製作：增尾隆幸 - 人事：黒澤潤二郎、細川久美子 - 紀錄：長岡由紀子 - 主題曲：迪恩·馬丁《每個人都愛著一個人》 - 插曲：電波組.inc《Den Den Passion》 - 製作宣傳：LICRI - 發行：GAGA - 企劃、製作：GAGA、LICRI（リクリ） - 製作：「渴望。」製作委員会（GAGA、LICRI、GyaO!） |

## 獎項
- 2014年報知電影獎新人獎：小松菜奈[31]
- 2014年錫切斯電影節最佳男主角：役所廣司[32]
- 2014年奧斯丁奇幻影展最佳劇本
- 2015年日本電影金像獎年度新人獎：小松菜奈

## 外部連結
- 電影『渴望。』官方網站 （日語）
- 「尋找藤島加奈子。」 （日語）
- Cinematoday：『渴望。』特集 （日語）
- 藤島加奈子的X（前Twitter） （日語）
- 渴望。的Facebook專頁 （日語）
- YouTube上的 （日語）